# خورخي خوسيه بينيتيز
خورخي خوسيه بينيتيز (بالإسبانية: Jorge José Benítez)‏ هو لاعب كرة قدم ومدرب كرة قدم أرجنتيني في مركز الوسط، ولد في 3 يونيو 1950 في بوينس آيرس في الأرجنتين. شارك مع منتخب الأرجنتين لكرة القدم. أما مع النوادي، فقد لعب مع بوكا جونيورز وديبورتيفو كالي ونادي راسينغ ويونيون دي سانتا في.

## وصلات خارجية
- خورخي خوسيه بينيتيز على موقع الاتحاد الأوربي (الإنجليزية)
- خورخي خوسيه بينيتيز على موقع قاعدة بيانات كرة القدم.إي يو (الإنجليزية)
- خورخي خوسيه بينيتيز على موقع ناشيونال فوتبول تيمز (الإنجليزية)